# Allan Delferrière
Allan Michaël Delferriere (* 3. März 2002 in Lüttich) ist ein belgischer Fußballspieler, der zuletzt bei Hibernian Edinburgh in der Scottish Premiership unter Vertrag stand.

## Karriere

### Verein
Allan Delferriere begann seine Karriere im Arrondissement Lüttich beim RFC Seraing. Im Jahr 2016 wechselte er zum größten Verein der Nachbarstadt Standard Lüttich. Nachdem Delferriere ein Jahr in der Jugendakademie von Standard verbracht hatte, wechselte er 2017 zum KAA Gent. Zwei Jahre später kehrte er zu Standard Lüttich zurück. Nachdem Delferriere bei einem Spiel mit der U18 von Standard dem Trainer der ersten Mannschaft Mbaye Leye aufgefallen war, debütierte er im Mai 2021 in der Division 1A. Sein erstes Spiel absolvierte er am 1. Mai 2021 im Ligaspiel bei KV Oostende als der Innenverteidiger beim Stand von 2:4 für Collins Fai eingewechselt wurde. Das Spiel endete mit einer 2:6-Niederlage. Delferriere kam in den folgenden vier verbleibenden Spieltagen der Saison 2020/21 viermal in der Startelf zum Einsatz und wurde dreimal ausgewechselt.
In der Saison 2021/22 wurde er zusammen mit Mitchy-Yorham Ntelo und Lucas Kalala an den niederländischen Zweitligisten MVV Maastricht verliehen. Am ersten Spieltag gab er gegen Jong FC Utrecht sein Debüt in der Innenverteidigung der Maastrichter. Am dritten Spieltag erhielt er gegen De Graafschap die Rote Karte, nachdem er Johnatan Opoku im Strafraum gefoult hatte. Bis Ende Januar absolvierte er 19 Ligaspiele als Stammspieler und bildete stets zusammen mit seinem belgischen Landsmann Matteo Waem die Innenverteidigung.
Am 1. Februar 2022 wurde der Leihvertrag von Delferrières in Maastricht beendet, damit der 19-Jährige einen Vertrag über zweieinhalb Jahre beim schottischen Erstligisten Hibernian Edinburgh unterschreiben konnte. Im August 2022 wurde er innerhalb von Edinburgh an den Drittligisten Edinburgh City verliehen. Im Januar 2024 folgte eine Leihe zum tschechischen Zweitligisten MFK Vyškov. Dort absolvierte er bis zum Saisonende zwölf Ligaspiele sowie zwei Relegationspartien, in diesen scheiterte der Verein am Aufstieg in die Erste Liga. Ende August 2024 wurde er von den Schotten erneut ausgeliehen, dieses Mal an den RFC Union Luxemburg aus der BGL Ligue. Im Juli 2025 wurde sein Vertrag in Edinburgh aufgelöst.

### Nationalmannschaft
Allan Delferrière spielte am 26. April 2017 einmal für belgischen U-15-Nationalmannschaft in einem Testspiel gegen Wales (5:1).